# Otto Kuchel
Pour les articles homonymes, voir Kuchel.
Otto Kuchel est un chercheur en médecine québécois né le 22 juin 1924 à Spišská Stará Ves, en Tchécoslovaquie et mort le 2 septembre 2012.
Il a des connaissances et des activités professionnelles dans sept langues (français, anglais, tchèque, slovaque, allemand, hongrois et russe). Grâce à sa réputation internationale, il était consultant au moment de la maladie de l'ancien premier ministre de l'URSS Iouri Andropov. Ses diagnostic et pronostic précis furent d'une grande importance au sommet Reagan-Andropov, à l'heure de l'apogée de la guerre froide.

## Honneurs
- 1980 - Prix Marcel-Piché
- 1992 - Fellow de la Royal Society of Medicine de Londres[2]
- 1994 - Membre de l'Institut canadien de médecine[2]
- 1999 - Chevalier de l'Ordre national du Québec[2]
- 2000 - Prix de l'œuvre scientifique (AMLFC)
- 2009 - Prix du Québec Prix Wilder-Penfield